# Les Aventures de Jack Diamond
Les Aventures de Jack Diamond sont une série de bande dessinée créée par Liliane Funcken et Fred Funcken en 1959 pour le Journal de Tintin. Cette série sur le thème du western est publiée en trois albums par Le Lombard en 1960-1961.

## Trame
Jack Diamond est le héros d'un western. C'est un « personnage sans peur et sans reproche », si sérieux que son acolyte est le bienvenu avec son humour. Il parcourt l'Amérique pour rétablir le bon droit, sachant distinguer les ennemis. Il « réussit toujours à s’en sortir avec intelligence et honneur ».

## Historique de la série
Cette série est un western classique, œuvre de Liliane et Fred Funcken. Elle paraît presque sans discontinuer dans Tintin en 1960-1961. Les scénarios sont d'André Fernez, sous couvert de l'anonymat.
Les Aventures de Jack Diamond sont publiées par les Éditions du Lombard et Dargaud en trois volumes, en 1960 et en 1961. Rijperman en publie une réédition en 1987. Le Hibou en propose une intégrale en 2011.

## Jugements sur la série
Pour Jacques Schraûwen, les aventures de Jack Diamond apparaissent plutôt désuètes, empreintes de nostalgie, et ne sont pas de la bande dessinée adulte, mais présentent des « histoires simples sans être simplettes ». Jack Diamond est un peu l'héritier de Jerry Spring. Cette série est parmi les premières de la bande dessinée contemporaine.

## Albums
1. Le Diable noir, Éditions du Lombard, 1960.
2. Le Chien d’Absaroka, Éditions du Lombard, 1960.
3. Ombres sur la piste, Éditions du Lombard, 1961.

- Réédition par Rijperman, 1987.
- Les Aventures de Jack Diamond, réédition en intégrale par Le Hibou, 2011.